# Заштићено подручје
Заштићено подручје (природно добро) је предеона целина која се одликује специфичном геолошком, биолошком или екосистемном специфичношћу и разноврсношћу. На основу међународних и општеприхваћених стандарда неко подручје се може заштити законом, што се доноси у договору са надлежним министарством и заводом. Предеоне целине је могуће повезивати са суседним целинама у другој држави.

## Подела заштићених подручја
Заштићена подручја се на основу својих одлика и значаја деле у неколико посебних категорија:
- национални парк
- парк природе
- резерват природе
- споменик природе
- заштићено станиште
- предео изузетних одлика